# Bloden Wedd
Bloden Wedd är ett power metal-band startat 1993 i Santiago de Chile, Chile. 

## Medlemmar
Nuvarande medlemmar
- Dan Elbelman – gitarr, sång
- Rodrigo Campos – gitarr
- Leo Cortés – basgitarr
- Tomás Peña – trummor

Tidigare medlemmar
- Patota Atxondo – gitarr (?–2010)
- Pedro Aragón – basgitarr
- Francisco Bull – basgitarr
- Ricardo Palma – basgitarr
- Carlos Silva – trummor
- Fran Muñoz – trummor
- Max Acuña – trummor

## Diskografi
Demo
- Demo I (1996)

Studioalbum
- Times Go On (1998)
- Ranging Planet (2001)
- Eye Of Horus (2005)

EP
- Made of Steel (2011)